# Church of Ceylon
Church of Ceylon är den anglikanska kyrkan i Sri Lanka. Före 1970 tillhörde den Church of India, Pakistan, Burma, and Ceylon, men är nu en egen kyrka. Organisatoriskt står den direkt under ärkebiskopen av Canterbury. 
Kyrkan är indelad i två stift Colombo och Kurunagala. Biskopen i Colombo, The Rt Revd Duleep de Chickera, är kyrkans ledare. Biskopen i Kurunagala heter The Rt Revd Kumara Illangasinghe.
Den viktigaste kyrkobyggnaden är Cathedral of Christ the Risen Saviour på Bauddhaloka Mawatha i Colombo.
Den första anglikanska mässan i Ceylon hölls 1796 och missionärerna började sitt arbete 1818.
Ceylon bytte 1972 namn till Sri Lanka, men samfundet valde ändå att behålla sitt gamla namn.